# Grand Slam Cup 1997
La Grand Slam Cup 1997 è stato un torneo di tennis giocato sul sintetico indoor. È stata l'8ª edizione del torneo maschile che fa parte dell'ATP Tour 1997. Si è giocato all'Olympiahalle di Monaco di Baviera in Germania dal 23 al 28 settembre 1997.

## Campioni

### Singolare maschile
Pete Sampras ha battuto in finale  Patrick Rafter con il punteggio di 6–2, 6–4, 7–5